# ドッペルマイヤー・ケーブル・カー
ドッペルマイヤー・ケーブル・カー（英: Doppelmayr Cable Car (DCC)）は、オーストリアのヴォルフルトにあるAutomated People Mover (APM) を基盤とした製造会社である。
DCCは、ドッペルマイヤー・ガラベンタ・グループの全額出資子会社である。
主な製品として、空港、シティ・センター、協同一貫旅客輸送連絡、パークアンドライド施設、キャンパス、リゾートおよび遊園地にて使用されている、ケーブル推進式ケーブル・ライナー・シャトルがある。
2003年（平成15年）には、世界初の磁気浮上式鉄道輸送システム（1984年（昭和59年）にバーミンガム空港にて開業）が破損状態に陥ったのち、DCCは1995年（平成7年）より営業されていた磁気浮上式鉄道および一時的な代替バス・サービスを置き替えるために「エアレール・リンク」を導入した。
DCCは、ISO 9001:2000認証取得会社である。

## 会社沿革
DCCは、1996年（平成8年）にドッペルマイヤー・グループによって設立された。
- 1999年（平成11年） アメリカ合衆国ネバダ州ラスベガスにあるマンダレイ・ベイ・トラムが完成
- 2002年（平成14年）
  - ガラベンタ・グループとドッペルマイヤーが合併
  - イギリスバーミンガム空港のエアレール・リンクが完成
- 2006年（平成18年）
  - カナダトロントにあるLINKトレインが完成
  - イタリアヴェネツィア市へのヴェネツィア・ピープル・ムーバー契約が授与される
  - アメリカ合衆国ネバダ州ラスベガスにあるシティ・センターのMGMミラージュへの契約が授与される
- 2007年（平成19年）
  - メキシコ・シティ国際空港のケーブル・ライナー・シャトルが完成
  - カタールにある新ドーハ国際空港へのAutomated People Mover契約が授与される
- 2010年（平成22年） 2014年に開業予定のオークランド空港コネクター（英語版）が建設開始
- 2012年（平成24年） ロンドンにあるエミレーツ・エア・ラインが完成
- 2013年（平成25年） カラカスにあるカブレトレン・ボリバリアノが完成
- 2014年（平成26年） コロシアム-オークランド国際空港線（英語版）が完成